# Старе Правління
Старе Правлі́ння (рос. Старое Правление, марій. Лапсола) — присілок у складі Гірськомарійського району Марій Ел, Росія. Входить до складу Мікряковського сільського поселення.

## Населення
Населення — 99 осіб (2010; 108 у 2002).
Національний склад (станом на 2002 рік):
- гірські марійці — 100 %